# Isabelle Adenot
Pour les articles homonymes, voir Adenot.
Isabelle Adenot, née le 9 août 1957 à Rochefort (Charente-Maritime), est une docteure en pharmacie française.

## Biographie

### Famille et formation
Isabelle, Annick, Thérèse Alloy naît le 9 août 1957 à Rochefort (Charente-Maritime) de l'union d'Aymar Alloy, magistrat, et de Marcelle Mounier, enseignante.
Le 2 juillet 1977, elle épouse Hubert Adenot, notaire à Corbigny (Nièvre). De ce mariage naissent Charles en 1980, Sophie en 1982 (nommée astronaute en 2022), Delphine en 1985 et Richard en 1989,.
Elle est titulaire du diplôme de pharmacien et d'un diplôme universitaire d'orthopédie obtenus à la faculté de pharmacie de Paris-V, d'un diplôme de médication officinale obtenu à la faculté de pharmacie de Clermont-Ferrand, d'un diplôme d'État de docteur en pharmacie obtenu à la faculté de Dijon, d'un diplôme universitaire de génie biologique et médical obtenu à la faculté de pharmacie de l'université Paris-VI. Elle est également titulaire du diplôme préparatoire aux études comptables et financières (DPECF) du Centre national d'enseignement à distance (CNED).

### Carrière professionnelle
Isabelle Adenot commence son activité de pharmacien en tant que pharmacien-adjoint en Île-de-France. Elle devient titulaire d’une officine dans la Nièvre en 1984, où elle exerce jusqu’en 2009.
Isabelle Adenot commence son implication à l’Ordre des pharmaciens en 1987, d'abord en tant que membre du conseil régional de l’Ordre des pharmaciens de Bourgogne, qu’elle présidera ensuite de 1999 à 2007. Elle est élue à la présidence du Conseil Central A en 2003 (titulaires d’officines). Elle devient membre de l'Académie nationale de pharmacie en 2007.
En 2009, elle devient titulaire d'une officine sur Paris, officine où elle exercera jusqu'en 2017.
En juin 2009, elle est la première femme élue à la présidence du Conseil National de l'Ordre des pharmaciens. Elle est réélue pour un second mandat en juin 2012,,, puis un troisième en juin 2015.
De juin 2009 à avril 2017, elle préside également la Conférence internationale des Ordres de pharmaciens francophones (CIOPF).
En 2012, elle préside également le Groupement pharmaceutique de l’Union européenne (GPUE), le lobby des pharmaciens pour l'Europe.
Elle est également vice présidente de la Fédération internationale pharmaceutique (FIP) de septembre 2014 à 2017.

Elle démissionne de tous ses mandats et vend son officine, à la suite de sa nomination le 8 avril 2017 en tant que Membre du Collège de la Haute Autorité de santé (HAS),. Elle devient notamment présidente de la Commission nationale d'évaluation des dispositifs médicaux et des technologies de santé (CNEDiMTS) de la HAS.
Elle quitte la HAS le 1er octobre 2023 pour devenir présidente de l'Agence du numérique en santé,.

## Distinctions
Le 30 janvier 2008, Isabelle Adenot est nommée au grade de chevalier dans l'ordre national de la Légion d'honneur au titre de « pharmacienne ; 28 ans d'activités professionnelles et sociales » et faite chevalier de l'ordre le 19 mai 2008. Le 15 janvier 2025, elle est promue au grade d'officier au titre de « présidente de l'agence du numérique en santé ».
Elle est titulaire de la médaille du tourisme, écelon bronze, depuis juillet 1996.